# عامریه
عامریه، روستایی از توابع بخش راین شهرستان کرمان در استان کرمان در ایران است.

## جمعیت
این روستا در دهستان راین قرار داشته و براساس آخرین سرشماری مرکز آمار ایران که در سال ۱۳۸۵ صورت گرفته، جمعیت آن۴۲۳نفر (۹۹خانوار) بوده است.